# Nouaillé-Maupertuis
Nouaillé-Maupertuis är en kommun i departementet Vienne i regionen Nouvelle-Aquitaine i västra Frankrike. Kommunen ligger i kantonen La Villedieu-du-Clain som tillhör arrondissementet Poitiers. År 2022 hade Nouaillé-Maupertuis 2 955 invånare.

## Befolkningsutveckling
Antalet invånare i kommunen Nouaillé-Maupertuis
| Referens: INSEE |